# 1991 GH
1991 GH är en asteroid i huvudbältet, som upptäcktes den 3 april 1991 av den japanske amatörastronomen Atsushi Sugie i Dynic-observatoriet.
Asteroiden har en diameter på ungefär 7 kilometer och den tillhör asteroidgruppen Eunomia.